# Dives warszewiczi
El tordo de matorral, zanate matorralero, tordo negro fino o chivillo (Dives warszewiczi) es una especie de ave paseriforme de la familia Icteridae que habita en el oeste de América del Sur. Se encuentra en Ecuador y Perú al oeste de los Andes.

## Descripción
Mide entre 23 y 28 cm de longitud. Es de color negro con brillos azules. El pico y sus patas son negras. La hembra presenta una coloración más opaca y su cola es más corta.